# Поправка Лабушера
Виправлення Лабушера (англ. Labouchere Amendment)  поширена назва розділу 11 британського Акту 1885 про поправки до кримінального законодавства, який розширював можливості судів щодо притягнення до відповідальності гомосексуалів. Названа на ім'я Генрі Лабушера, який її запропонував. Поправка була скасована після ухвалення Акту про статеві злочини 1967, який частково декриміналізував гомосексуальність.

## Історія
Вперше содомія криміналізована в Англії в 1533 «Актом про содомію», де каралася смертю. Цей закон був замінений Актом про злочини проти особи 1828, в якому содомія також каралася смертю (стаття 25), а пізніше - новим Актом про злочини проти особи 1861, в якому смертна кара за содомію замінена на довічний ув'язнення (стаття 6).
У 1885 прийнятий Акт про поправки до кримінального законодавства (1885), що містить «Поправку Лабушера», згідно з якою чоловіки, звинувачені в «грубій непристойності» (англ. gross indecency), могли бути засуджені до тюремного ув'язнення або каторжних робіт на строк до двох років. Саме визначення «грубої непристойності» у законі не давалося. Однак на практиці під нею розумілася усіляка гомосексуальна активність у випадках, коли анальні зносини не могли бути доведені. У цьому покарання содомію збереглося і існувало паралельно.
Будь-яка особа чоловічої статі, яка, на публіці чи приватно, вчиняє, або домовилася вчинити, або забезпечує чи намагається забезпечити вчинення з будь-якою особою чоловічої статі будь-якого акту грубої непристойності, буде винна у злочині, і, будучи засуджена за нього, має бути піддана на розсуд суду тюремному ув'язненню на строк, що не перевищує два роки, з призначенням або без виправних робіт.
Оригінальний текст (англ.)
Any male person who, in public or private, commits, or is a party to the commission of, or procures, or attempts to procure the commission by any male person of, any act of gross indecency with an other male person, shall be guilty of a misdemeanour, and being convicted thereof, shall be liable at the discretion of the Court to be imprisoned for any term not exceeding two years, with or without hard labour.
— Criminal Law Amendment Act 1885
Найбільш відомими засудженими за цією поправкою були Оскар Уайльд, засуджений до двох років каторжних робіт, і Алан Тюрінг, засуджений судом до хімічної кастрації.
10 вересня 2009 Прем'єр-міністр Великобританії Гордон Браун публічно вибачився за переслідування, яким був підданий Алан Тюрінг «і багато тисяч інших чоловіків-геїв, засуджених за гомофобними законами».